# Битка при Хама
Битката при Хама (или понякога наричана Битка при Хамат) е сражение между вавилонците и отстъпващите останки на египетската армия, победена в битката при Каркемиш. Схватката се състои край древния град Хамат, на брега на река Оронт. В тази битка царят на Вавилония, Навуходоносор II допълнително разбива остатъците от армията на египетския фараон Нехо II, преди това загубила решаващото сражение край Каркемиш.
Битката е спомената във Вавилонските хроники, намиращи се понастоящем в Британския музей. В хрониките се споменава, че Навуходоносор избива почти всички египтяни, които са толкова изтощени от сраженията, че никой не се прибира в Египет. Хрониките не споменават за Нехо, а в Библията единствено е отбелязана „армията на Нехо“ – възможно е фараонът да не е участвал в битката и египетската армия да е била само гарнизон. Според някои изследователи, Нехо в същото време е бил ангажиран с бунтове в делтата на Нил. 